# ژاوچانی
ژاوچانی (به صربی: Žaočani) یک منطقهٔ مسکونی در صربستان است که در چاچاک واقع شده‌است. ژاوچانی ۴٫۹۳ کیلومتر مربع مساحت و ۳۳۲ نفر جمعیت دارد و ۳۲۰ متر بالاتر از سطح دریا واقع شده‌است.